# François Faber
François Faber (Aulnay-sur-Iton, 26 de janeiro de 1887 - Pas-de-Calais, 9 de maio de 1915) foi um ciclista profissional que defendeu as cores de Luxemburgo.

## Participações no Tour de France
- Tour de France 1906 : abandonou
- Tour de France 1907 : 7º colocado na classificação geral
- Tour de France 1908 : 2º colocado na classificação geral
- Tour de France 1909 : vencedor da competição
- Tour de France 1910 : 2º colocado na classificação geral
- Tour de France 1911 : abandonou
- Tour de France 1912 : 14º colocado na classificação geral
- Tour de France 1913 : 14º colocado na classificação geral
- Tour de France 1913 : 5º colocado na classificação geral
- Tour de France 1914 : 9º colocado na classificação geral